# Ист Норитон (Пенсилванија)
Ист Норитон (енгл. East Norriton) град је у америчкој савезној држави Пенсилванија.

## Демографија
По попису из 2000. године број становника је 13.211.
| Група             | 2000.          | 2010.    |
| Белци             | 11.644 (88,1%) | 0 (0,0%) |
| Афроамериканци    | 800 (6,1%)     | 0 (0,0%) |
| Азијати           | 507 (3,8%)     | 0 (0,0%) |
| Хиспаноамериканци | 154 (1,2%)     | 0 (0,0%) |
| Укупно            | 13.211         | 0        |